# Muchomor brązowooliwkowy

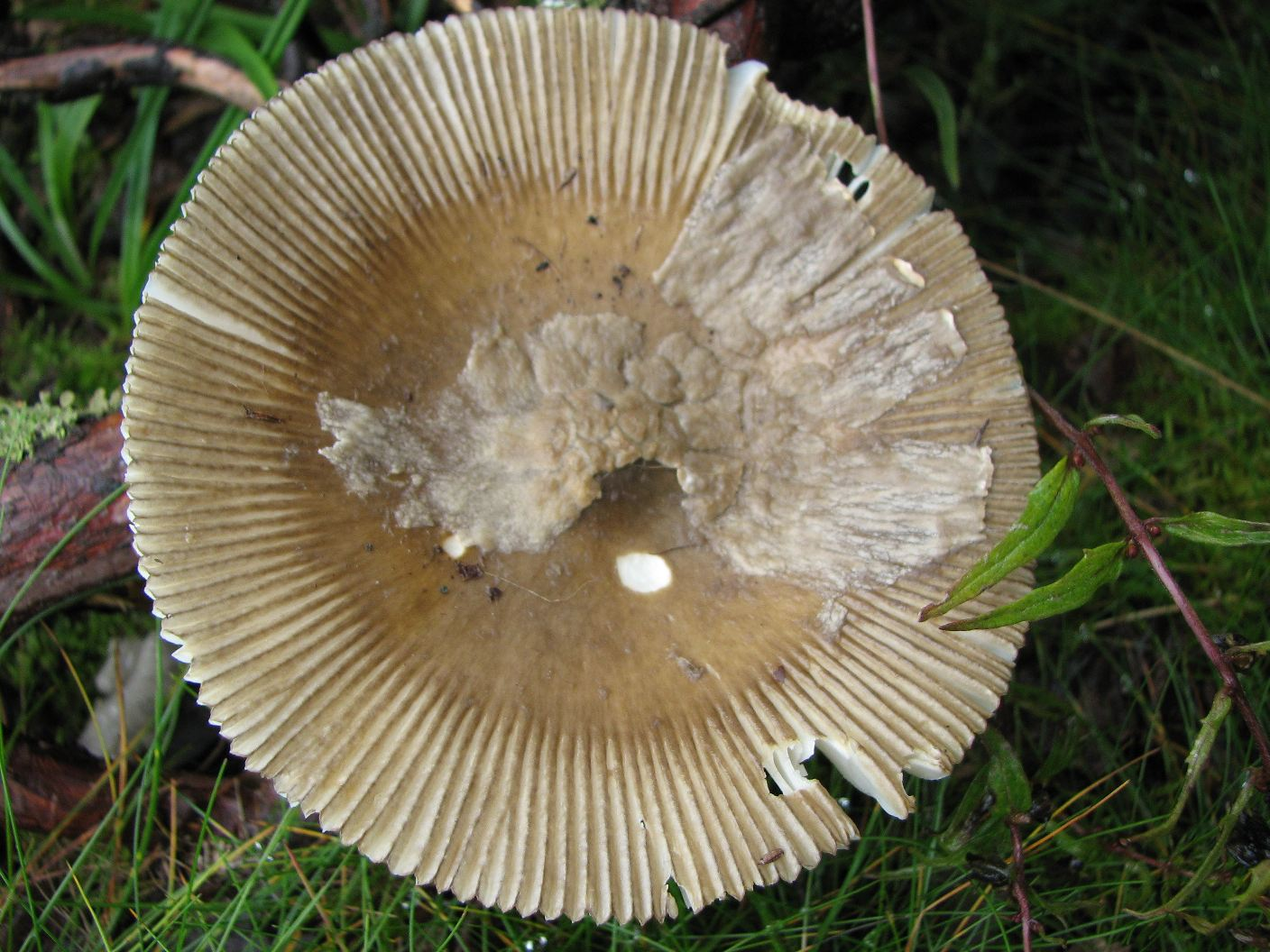
Kapelusz silnie prążkowany

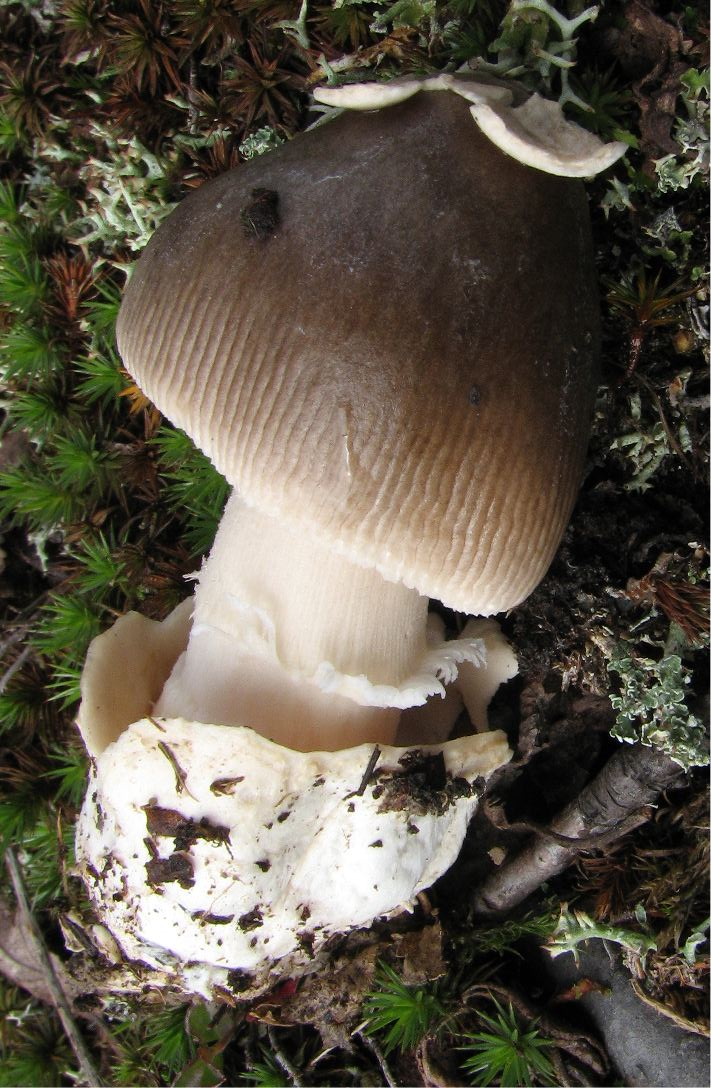
Młody owocnik

Muchomor brązowooliwkowy (Amanita submembranacea (Bon) Gröger) – gatunek grzybów należący do rodziny muchomorowatych (Amanitaceae).

## Systematyka i nazewnictwo
Pozycja w klasyfikacji według Index Fungorum: Amanita, Amanitaceae, Agaricales, Agaricomycetidae, Agaricomycetes, Agaricomycotina, Basidiomycota, Fungi.
Po raz pierwszy takson ten zdiagnozował w 1975 r. Marcel Bon nadając mu nazwę Amanitopsis submembranacea. Obecną, uznaną przez Index Fungorum nazwę nadał mu w 1979 r. Frieder Gröger, przenosząc go do rodzaju Amanita. Synonimy:
- Amanita submembranacea var. bispora D.A. Reid 1987
- Amanita submembranacea var. griseoargentata Contu 1986
- Amanita submembranacea var. griseoargentea Contu 1986
- Amanita submembranacea (Bon) Gröger 1979 var. submembranacea
- Amanitopsis submembranacea Bon 1975

Nazwę polską podał Władysław Wojewoda w 2003 r.

## Morfologia
Kapelusz
Średnica 4–8 cm, za młodu jajowato-dzwonkowaty, później łukowaty, na koniec płaski z niewielkim, tępym garbem. Brzegi ostre i prążkowane, u starszych okazów żłobione. Powierzchnia gładka w barwie od oliwkowobrązowej do szarobrązowej, lub żółta do czerwonobrązowej. Na środku znajduje się zazwyczaj duży szarobiały płat będący resztką osłony.
Blaszki
Wolne i szerokie, początkowo białe, później kremowe.
Trzon
Wysokość 5–11 cm, grubość do 1,2 cm, pusty i kruchy, walcowaty, dołem grubszy. Powierzchnia w kolorze kapelusza, w dolnej części pokryta białymi płatkami. Podstawa otoczona błoniastą pochwą, początkowo białą, później szarawą.
Miąższ
Biały, bez zapachu. Smak lekko orzechowy.
Wysyp zarodników
Biały. Zarodniki kuliste lub zbliżone do kulistego, o rozmiarach 10–14 μm.

## Występowanie i siedlisko
Występuje w większości krajów Europy, ale jest rzadki. W 1992 r. znaleziono go także na Alasce. W Polsce częstość występowania i rozprzestrzenienie nie są znane. W piśmiennictwie naukowym do 2003 r. podano tylko jedno stanowisko (w Babiogórskim PN).
Rośnie głównie w górskich lasach iglastych. Rośnie na kwaśnych glebach pod świerkami, jodłami, sosnami i modrzewiami. W Polsce rozprzestrzenienie nie jest znane.

## Znaczenie
Naziemny grzyb mykoryzowy. Według niektórych źródeł jest grzybem niejadalnym, według innych uważany jest za jadalnego.